# Trebbiai csata
A trebbiai csata 1799. június 17. – június 19. között zajlott le a második koalíciós háború idején. Az orosz–osztrák erők Alekszandr Vasziljevics Szuvorov tábornagy vezetésével vereséget mértek a Étienne Jacques Joseph Macdonald tábornok parancsnoksága alatt álló francia seregre.
A franciák és a szövetségesek is egyaránt mintegy 6000 halottat vagy sebesültet veszítettek.
Moreau képes lett volna ellenállni a teljes koalíciós hadsereg nyomásának, de hagyta Szuvorovot előrenyomulni, ezért azok „tüzes féktelenséggel” folytatták (ellenség híján) az előrenyomulást. Pedig  az erői elegendőek lettek volna ahhoz, hogy megállítsa az ellenséget, de Macdonald egy nagy meneteléssel visszatért Nápolyba és azzal fenyegetett, hogy visszavág a győzteseknek.
Szuvorov felismerte ezt a hibát, és gyorsan kijavította. Visszavett az előrenyomulása ütemből, gyorsan nekiment  az új ellenségének, felforgatta minden hadtestét, szétverte az előőrsét, majd 18-án és június 19-én csatát vívott, amiben a franciák végül vereséget szenvedtek, jelentős veszteségekkel.

## Fordítás
- Ez a szócikk részben vagy egészben  a   Bataille de la Trebbia (1799) című francia Wikipédia-szócikk fordításán alapul.  Az eredeti cikk szerkesztőit annak laptörténete sorolja fel. Ez a jelzés csupán a megfogalmazás eredetét és a szerzői jogokat jelzi, nem szolgál a cikkben szereplő információk forrásmegjelöléseként.